# Earsdon, Tyne and Wear
Earsdon är en ort och en unparished area i distriktet North Tyneside i grevskapet Tyne and Wear i England. Orten är belägen 11 km från Newcastle upon Tyne. Unparished area hade 10 129 invånare år 2001. Fram till 1935 var det ett separat distrikt.